# Lago di Cingoli
Il lago di Cingoli (noto anche come lago di Castreccioni) è un lago artificiale delle Marche creato da una diga sul fiume Musone negli anni ottanta. 

## Descrizione
Il lago si trova nel territorio del comune di Cingoli, di Apiro e di San Severino Marche nella provincia di Macerata e rappresenta il più grande bacino artificiale della regione, ricco di fauna acquatica e uccelli migratori.
Il lago ha una superficie di oltre 2 chilometri quadrati ed una profondità che raggiunge circa i 55 m in prossimità della diga.
I lavori per la realizzazione di questo bacino sono iniziati nel 1981, per concludersi sei anni dopo.
La diga, alta 67 metri e lunga 280, è stata costruita per rispondere a diverse esigenze: per uso irriguo, per l'acqua potabile e per regolare le piene del fiume Musone.
Lungo tutte le sponde del lago di Cingoli si trovano piante sommerse o semi affioranti che offrono ottimi ripari per persici trota e lucci di notevoli dimensioni. Nel lago sono presenti anche altre specie ittiche quali lucioperca, trote fario, persici reali, cavedani, pesci gatto, carassi, scardole e carpe. L'acqua è molto pulita e cristallina e si incunea tra le colline così da formare tre lunghe ramificazioni; le acque del lago di Cingoli sono di "categoria B" e per pescare occorre la licenza di pesca B ed il tesserino segna catture regionale. Negli ultimi anni è sempre più meta turistica dove nelle rive sorgono molti agriturismi e bar; è possibile navigare sul lago solo con natanti elettrici e pedalò. La capacità massima è stata raggiunta nell'inverno tra il 2012-2013 grazie alla neve e alla pioggia.

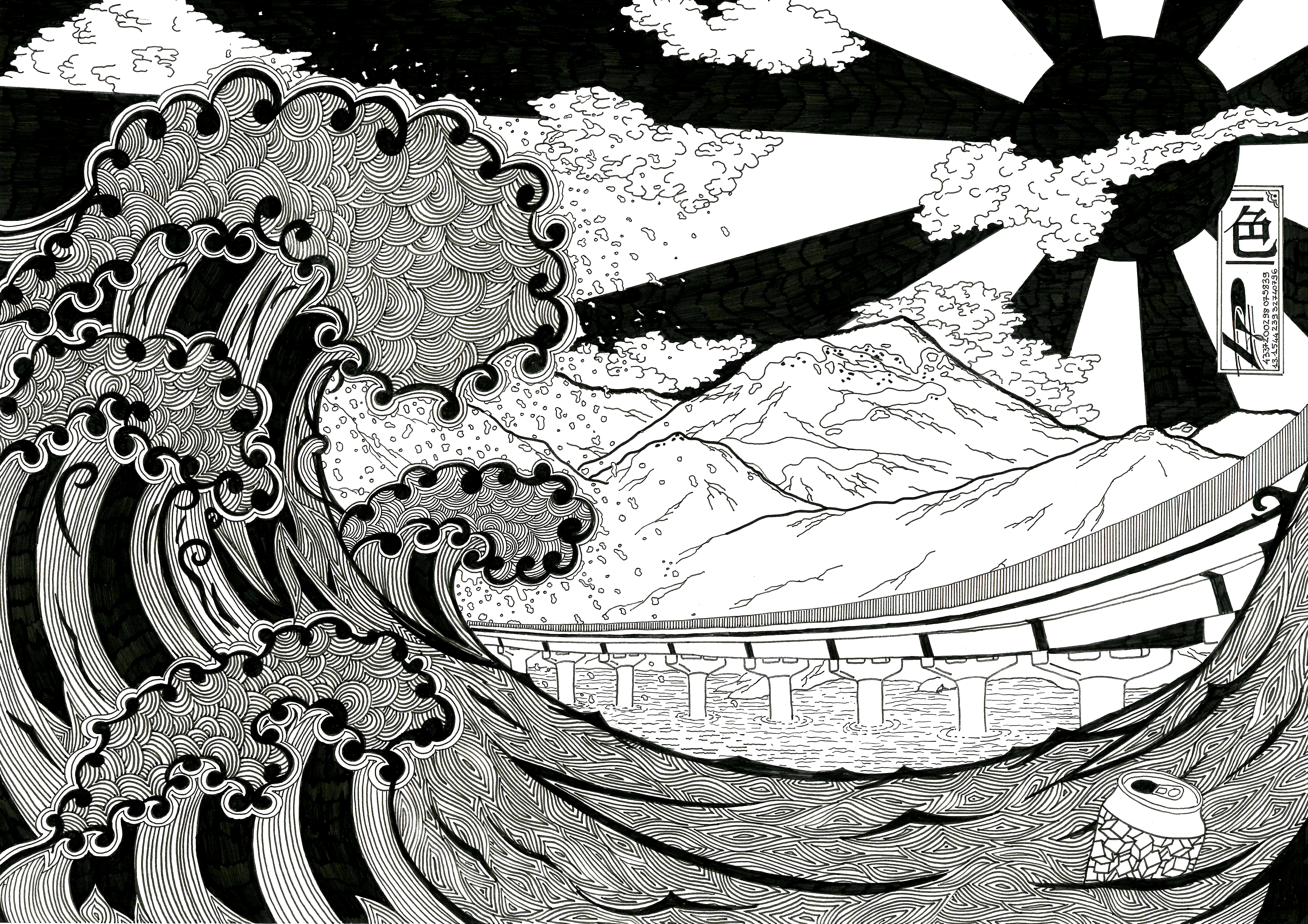
L'illustrazione 'The Great Vibes off Castreccioni', opera dell'artista cingolano Paolo Lucaioli (aka Doc.LP).

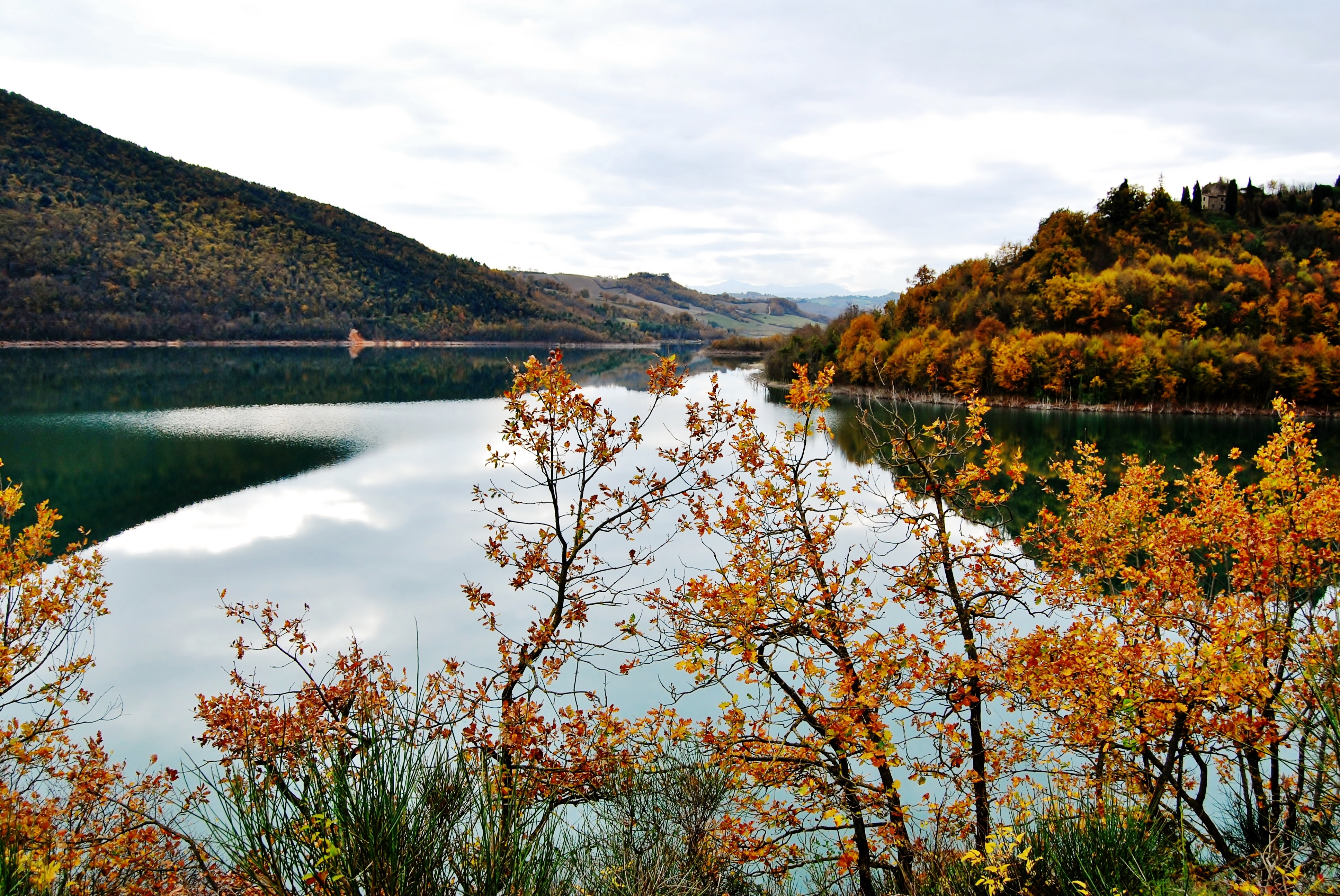
Lago di Cingoli o di Castreccioni
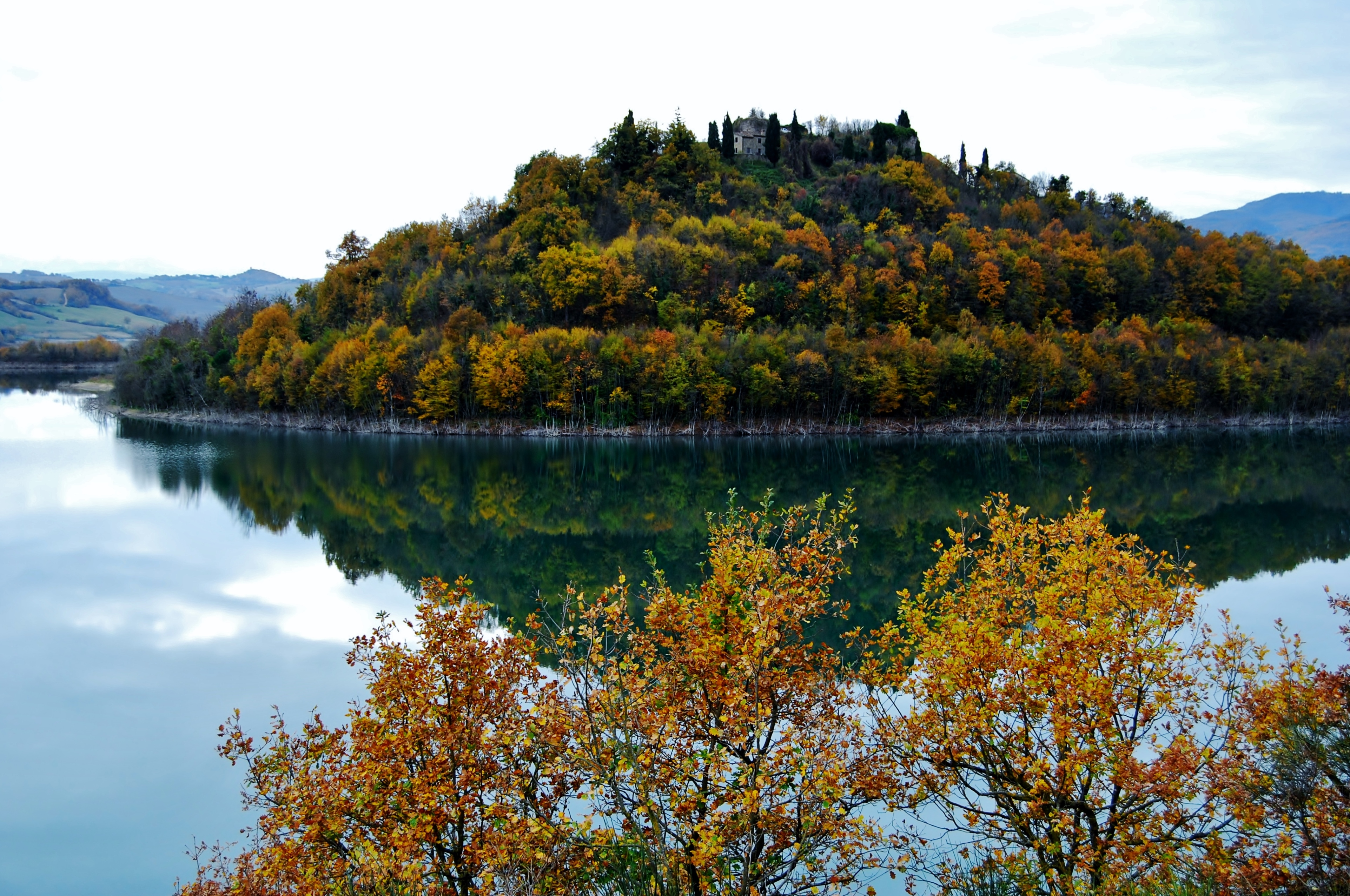
Lago di Cingoli o di Castreccioni